# MTV UK
MTV UK — британский платный телевизионный канал, специализирующийся на реалити-шоу и музыкальных программах, управляемый Paramount Networks UK & Australia.
Впервые MTV стал доступен в Великобритании и Ирландии с 1 августа 1987 года, когда был запущен MTV Europe, позже был создан MTV UK для предоставления аудитории местных артистов и более соответствующего музыкального контента. Это было первое расширение канала MTV за пределами США.
С февраля 2011 года MTV UK стал развлекательным телеканалом и переместился в развлекательный пакет местного оператора «Sky», а позже «Virgin Media».
По состоянию 2016 года MTV UK принимали более чем в 10,63 миллионов домохозяйств, однако в 2019 году рейтинги стремительно упали, охват составлял почти 6 млн зрителей.
В 2022 году MTV UK занимает 40е место по-популярности среди всех телеканалов Великобритании и Ирландии

## История

### 1987—1997: MTV Europe
В январе 1987 года компания MTV Networks Europe начала набор VJ, а телеканал MTV Europe планировали запустить весной, но вскоре планы были перенесены на август. Первые кастинги и съёмки прошли в мае.
1 августа 1987 года в 00:01 по западноевропейскому времени телеканал MTV Europe начал своё вещание с концерта Элтона Джона в Амстердаме в Roxy Club. Первым видеоклипом, показанным в эфире, стал Money for Nothing группы Dire Straits. Причём начало и конец клипа были дополнены слоганом «I want my MTV», озвучены Стингом. Инициатором запуска MTV в Европе был Роберт Максвелл, тогда его компания Robert Maxwell Group с British Telecom  и Paramount Global (правообладатель бренда «MTV»), в совместном сотрудничестве создали телеканал MTV Europe. Офис располагается по сей день в Лондоне.
В первоначальный состав виджеев вошли ведущие из Бельгии, Дании и Франции, а также Рэй Кокс и Стив Блейм из Великобритании. Начиная с того времени, MTV популяризовал такую профессию, как VJ.
В то время выпускались такие передачи, как MTV’s Greatest Hits, Headbanger’s Ball, МTV’s Most Wanted, The Big Picture (программа о кино), The Pulse (о моде и стиле), 120 Minutes и MTV Coca Cola Report (музыкальные новости, интервью и даты туров музыкантов).
Nirvana возглавила стремительный переход к подъёму альтернативного рока и гранжа на MTV в 1991 году, выпустив видеоклип на песню «Smells Like Teen Spirit». В начале-середине 1990-х годов MTV добавила в свою ротацию гангста-рэперов с менее попсовым звучанием, таких, как Тупак Шакур, The Notorious B.I.G., Wu-Tang Clan, Айс Кьюб, Warren G, Ice-T, Доктор Дре, Нас и Snoop Dogg.
В 1990-1991 г. Paramount Global выкупил оставшиеся акции у Robert Maxwell Group и British Telecom, т.к. лондонские компании испытывали нехватку денежных средств, и продали свои активы в рамках усилий по сокращению долгов, накопившихся во время агрессивных приобретений в 1980-х годах.
К 1992 году MTV Networks Europe (ныне Paramount Networks EMEAA) стала крупнейшей общеевропейской вещательной компанией. Телеканал MTV Europe принимали 38 миллионов домохозяйств в 28 странах.
На канале стартовали премьеры следующих программ: Бивис и Баттхед, Æon Flux, The Brothers Grunt и т. п.
В 1994 году телеканал начал проводить церемонию вручения музыкальных наград MTV Europe Music Awards. Каждый год церемония проходит в одном из крупных европейских городов.
В том же году на телеканале появился телетекст под названием MTV Text, через него можно смотреть телепрограмму, новости, чарты, участвовать в конкурсах и общаться со зрителями.
С 1 июля 1995 года MTV Europe перешёл на платное телевещание и был зашифрован на Astra 1C с помощью Videocrypt-1 (для Великобритании) и Videocrypt-2 (для Европы), а также был одним из первых каналов в Европе, который начал цифровое вещание.
В сентябре 1995 года телеканал был оштрафован Независимой комиссией по телепрограммам Великобритании на общую сумму 60 000 фунтов за показ непристойностей, сцен садомазохизма и подобных вещей в то время суток, когда у телевизора ещё могли находиться дети.

### 1997—н.в: MTV UK

Логотип с 1 июля 1997 года

1 июля 1997 года в 06:00 по западноевропейскому времени MTV UK & Ireland начинает работать как отдельный телеканал. Первым видеоклипом стал Three Lions группы The Lightning Seeds.
MTV UK & Ireland был запущен как часть стратегии регионализации бренда MTV в Европе. На канале транслировались популярные программы канала MTV Europe, такие как: MTV News, MTV News Weekend Edition, Euro Top 20, MTV Select, Non-Stop Hits, US Top 20, Hitlist UK, Stylissimo, The Big Picture, Up 4 It and The Lick. Канал продвигал англоязычные музыкальные программы и музыку.
В первоначальный состав виджеев вошли ведущие Донна Эйр, Ричард Блэквуд и Кэи Дили.
Начиная с конца 1997 года MTV постепенно сокращал показ видеоклипов представителей рок-музыки, что привело к лозунгу среди скептиков: «Рок мёртв». Тот факт, что в то время фанаты рок-музыки были менее материалистичны и покупали меньше музыки, основываясь на предложениях телевидения, были названы причинами того, что телеканал откакзаался от своей некогда основной музыки. Вместо этого MTV начал уделять своё музыкальное эфирное время в основном поп- и хип-хопу/R&B музыке. Все рок-шоу были исключены, а категории, связанные с роком, на Video Music Awards были сокращены до одной.
На заре нового тысячелетия, в период с 1997 по 2001 год на канале MTV выходил мультсериал Дарья в жанре комедийная драма, повседневность.
В 1999 году Paramount Networks EMEAA приняло решение о расширении семейства MTV. Так были запущены каналы MTV Extra, MTV Base и MTV2.
В 2002 году MTV UK & Ireland начал отказываться от некоторых своих программ в пользу американских шоу MTV. Среди этих шоу были: Чудаки, Свидание с моей мамой и Уволен. В 2002—2004 годах сохранялась музыкальная ориентация MTV UK, но вслед за другими европейскими отделениями, он начал уменьшать количество музыкальных передач.
В 2005 и 2008 годах канал MTV продолжал фокусироваться на реалити-шоу, показав: 8th & Ocean, Лагуна Бич, Next, The Hills, Two-A-Days, My Super Sweet 16, Parental Control и Viva la Bam с участием Бэма Марджера.
23 апреля 2006 года был запущен стриминговый сервис «MTV Overdrive», в библиотеке которого находились, такие шоу как: Punk'd, Pimp My Ride, Dirty Sanchez и т.п, а также были новости, трейлеры к фильмам и музыкальные клипы. Спустя несколько лет сервис закрылся.
В 2007 году MTV UK & Ireland транслировало реалити-шоу «A Shot at Love with Tila Tequila», в котором рассказывалось о сенсационном путешествии Тилы Текилы в поисках своего партнёра по сексу. Её бисексуальность сыграла роль в концепции шоу: за любовь между собой соперничали и мужчины, и женщины.

Логотип с 22 июля 2007 года

22 июля 2007 года MTV UK & Ireland произвел ребрендинг, телеканал был юридически переименован в MTV One.
1 февраля 2008 года MTV начал трансляцию со сдвигом «MTV +1», программы показывались с разницей во времени один час.
На протяжении 2008 года основным источником музыкальных видеопрограмм MTV были родственные каналы MTV Two, MTV Hits, MTV Dance, MTV Base и TMF.
4 июня 2008 года британский регулятор Ofcom оштрафовал MTV UK на 255 000 фунтов за трансляцию «крайне оскорбительных выражений и материалов» до 21:00.
В 2009 год единственными музыкальными программами на канале оставались MTV Push, MTV World Stage и MTV Iggy.
С 1 июля 2009 года MTV One провёл ребрендинг вслед за американским и некоторыми европейскими отделениями, был представлен новый фирменный стиль, а также новое оформление. Часть ребрендинга привела к балансу 50/50 в количестве музыкальных программ и реалити-шоу. MTV One был переименован обратно в MTV UK
С 2010 года следуя мировой стратегии сети, на канале из музыки остались MTV World Stage и Friday Night Music, что позволило сохранить прежнюю музыкальную аудиторию.
1 февраля 2011 года MTV UK полностью избавился от музыки, перенеся на новый канал MTV Music, единственная музыкальная программа, которая оставалась была MTV Most Wanted. MTV UK стал главным развлекательным телеканалом из семейства MTV и поменял кнопку на платформе Sky на 126.

Логотип с 1 июля 2011 года

1 июля 2011 года поменялся логотип и оформление канала, с логотипа исчезла надпись «Music Television», также MTV UK перешёл на широкоформатное вещание (16:9). В октябре 2011 года мультсериал «Бивис и Баттхед» вернулся на MTV с новыми эпизодами. Также появились в эфир новые реалити-шоу, такие как «Jersey Shore».
13 февраля 2012 года была запущена одновременная трансляция MTV UK в высоком разрешении под названием MTV HD. В начале 2013 года в эфир возвращаются три чарта — Hitlist UK, Base Chart и Dance Floor Chart.
Летом 2015 года MTV UK переиздала межпрограммные заставки телеканалов, фокусируясь на инициативе MTVBump.com, и предоставила больше социальных заставок, созданных зрителями MTV.
В апреле 2016 года телеканал объявил о планах восстановить музыкальные программы, в то же время начинают транслироваться новые эпизоды MTV Unplugged, и еженедельный сериал Wonderland.
13 ноября 2017 года был запущен стриминговый сервис «MTV Play», в библиотеке которого находились, такие шоу как: Catfish, Geordie Shore, Teen Mom и Ex on the Beach, MTV News и т.д.
19 февраля 2019 года MTV получил чешскую лицензию (RRTV) с целью обеспечения продолжения легального вещания в Ирландии в соответствии с Директивой ЕС об аудиовизуальных медиа-услугах (AVMSD) и законом о едином рынке после выхода Великобритании из Европейского Союза. Так как в Чехии действуют минимальные правила вещания, она была выбрана для целей лицензирования в ЕС. Редакция телеканала по-прежнему располагается в Лондоне. С июня 2019 года все музыкальные клипы транслируются только до 8:00, за исключением чарта Euro Top в пятницу с 9 до 11:00.
20 июля 2020 года трансляция сдвига «MTV +1» была прекращена.

Логотип с 14 сентября 2021 года

14 сентября 2021 года был произведён ребрендинг, который включал обновлённую версию логотипа и новое оформление.
В январе 2022 года были возвращены 3 музыкальных шоу: 3 From 1, MTV Yearbook и MTV's Hot 10.
1 августа 2022 года в 00:01 по местному времени, в честь 35-ти летия MTV в Великобритании и Ирландии, была показана первая заставка. 21 июня 2022 года сервис «MTV Play» был закрыт в связи запуском нового стримингово сервиса «Paramount+».
8 и 19 сентября 2022 года в связи со смертью и похорон королевы Елизаветы II, телеканал убрал с эфира все развлекательные программы. Были введены два музыкальных блока: "Programming Pause" и "Nothing but Music", которые транслировали непринужденные и мрачные музыкальные клипы.
С ноября 2022 года на телеканалах MTV, MTV Music, MTV Hits и Comedy Central появились часы, которые показывают время с 6:00 до 10:00. Часы предназначены для того, что люди не забывали про учебу/работу. Подобная функция есть у BBC Breakfast и Good Morning Britain

## Родственные каналы
| Названия     | Дата начала вещания   | Дата конца вещания  | Описание |
| действующие  | действующие           | действующие         | действующие |
| ------------ | --------------------- | ------------------- | --- |
| MTV Hits     | 1 мая 2001 года       | —                   | Популярные клипы, а также хит-парады.                                                                                                |
| MTV Club     | 20 июля 2020 года     | —                   | Танцевальная и электронная музыка с музыкальными клипами и программами андеграундными и популярных электронных, танцевальных треков. |
| MTV Live     | 15 сентября 2008 года | —                   | Музыкальные клипы различных жанров и исполнителей, а также живые выступления музыкантов.                                             |
| MTV Music    | 1 февраля 2011 года   | —                   | Музыкальные клипы 24 часа в сутки, британские чарты, живые выступления артистов, а также интервью со звёздами.                       |
| MTV HD       | 13 февраля 2012 года  | —                   | Программы основного MTV в формате высокой четкости.                                                                                  |
| MTV 80's     | 31 марта 2022 года    | —                   | Музыка 80х годов. |
| MTV 90's     | 31 марта 2022 года    | —                   | Музыка 90х годов. |
| неработающие |                       |                     | |
| MTV Rocks    | 10 сентября 1998 года | 20 июля 2020 года   | Клипы в стиле альтернативный рок, хард-рок и другие течения, также передачи, посвященные року.                                       |
| MTV Base     | 1 июля 1999 года      | 31 марта 2022 года  | Музыка в стиле хип-хоп, рэп, а также специальные программы для данного жанра.                                                        |
| MTV Classic  | 1 июля 1999 года      | 31 марта 2022 года  | Музыка 60 — 90х годов. |
| MTV Extra    | 1 июля 1999 года      | 1 мая 2001          | Музыкальные клипы и программы основного канала.                                                                                      |
| MTV Dance    | 20 апреля 2001 года   | 20 июля 2020 года   | Танцевальная музыка с музыкальными клипами и программами андеграундных и популярных танцевальных треков.                             |
| MTV Flux     | 6 сентября 2006 года  | 1 февраля 2008 года | Предназначался для интерактивного составления плей-листа канала, отправляя заявку на клип через сайт MTV Flux                        |
| MTV Shows    | 8 ноября 2007 года    | 1 февраля 2011 года | Показывал новые выпуски программ и новые эпизоды сериалов.                                                                           |
| MTV OMG      | 1 марта 2018 года     | 20 июля 2020 года   | Показывал реалити-шоу с основного канала.                                                                                            |